# Rio de la Plata (croiseur)
Pour les articles homonymes, voir Rio de la Plata.
Le Rio de la Plata fut un croiseur protégé unique de 3e classe, construit aux Forges et Chantiers de la Méditerranée et au Havre (France) pour l'Armada espagnole.
Une souscription populaire avait été faite auprès des ressortissants espagnols en Argentine et en Uruguay.

## Conception
Il possédait un blindage de faible épaisseur mais avait 13 compartiments étanches. 
Après les défaites de la bataille de Santiago de Cuba et de la bataille de la baie de Manille en 1898, des leçons ont été tirées pour supprimer les structures en bois encore maintenues dans le projet initial. Les deux tubes lance-torpilles ont aussi été éliminés.

## Histoire
Pour son premier voyage dans la capitale argentine, Buenos Aires, en mars 1900, le Rio de la Plata reçut son drapeau de combat. En broderie, il portait l'inscription : « A la gloriosa España. Las damas argentinas y uruguayas »  Puis, il fit la visite des ports du Pacifique du Chili et du Pérou. En 1903, il repassa dans l'océan Atlantique pour participer au Salon International de La Nouvelle-Orléans.
En 1906, lors de la Conférence d'Algésiras, le Rio de la Plata participa avec la France, dans une flotte conjointe, à la police des ports du Maroc.
En 1909, sa coque fut refaite dans l’Arsenal de la Carraca à San Fernando, après quoi il reprit sa mission dans les eaux de Melilla, Ceuta et Tanger jusqu'à la fin des troubles dans la région. 
Lors de la visite royale de 1911, le Rio de la Plata fit partie du cortège  maritime du roi Alphonse XIII d'Espagne. La même année, pendant l'occupation de Larache au Maroc, le croiseur fut intégré aux forces navales de cette région.
Lors de la Première Guerre mondiale, le Rio de la Plata resta dans les eaux  marocaines, remplissant diverses missions compte tenu de ses caractéristiques de petit croiseur, maniable et rapide, avec une artillerie suffisante. 
En 1921, le Rio de la Plata, malgré son usure à cause de ses campagnes intensives à l'étranger, reprit du service en face de la base des hydravions de Barcelone. Il fut  utilisé à la fois comme école d'apprentissage et comme logement des équipages affectés au service aéronautique. 
Il y resta jusqu'en 1931, puis il fut désaffecté et abandonné.